# كانور
كانّور هي مدينة هندية، وهي تُعتبر بمثابة المقر الإداري لمنطقة كانور، وتبعد عن ثيروفانانثابورام بـ 518 كلم. فيما تبعد عن العاصمة الهندية دلهي بـ 340 2 كلم.

## تاريخ
كانت كانور تُعتبر كمركز تجاري مهم جداً في القرن الثاني عشر، وكانت ذات إتصال تجاري نشيط مع إيران وشبه الجزيرة العربية، وقد كانت كانور في ذالك الوقت بمثابة المقر العسكري البريطاني على الساحل الغربي للهند حتى عام 1887.
خلال القرن السابع عشر، كانت كانور عاصمة السلطنة المسلمة الوحيدة في كيرالا، والمعروفة باسم أراككال. ثم غزاها البريطانيون في عام 1790 واستخدموها كواحدة من محطاتهم العسكرية الرئيسية على ساحل مليبار. خلال العهد البريطاني، كانت كانور جزءا من مقاطعة مدراس في منطقة شمال مليبار.

## الديانة
حسب إحصاء 2011 في الهند، يتكون سُكان كانور من 56.3% من الهندوس بعدد 026 32 فرد، و37.9% من المسلمين بعدد 557 21 فرد، و5% من المسيحيون بعدد 892 2 فرد.

## التعليم
تتوفر كانور على عدد مهم من المدارس والجامعات، وأهمها:
- أكاديمية التعليم الهندية البحرية.
- أكاديمية خفر السواحل الهندية.
- جامعة كانور.
- كلية برينن.
- كلية الهندسة.
- المعهد الوطني لتكنولوجيا الأزياء.

## التركيبة السكانية
حسب الإحصاء في الهند لسنة 2011، فتتكون كانور من 46.2% من الذكور، و53.8% من الإناث، فيما 12 % من الساكنة بعمر أقل من 6 سنوات.

## الطقس
تحتوي مدينة كانور على عدة شواطئ وهو ما يجعلها تتوفر على مناخ موسمي رطب ونادر. في أبريل وماي، يبلغ متوسط درجة الحرارة القصوى اليومية حوالي 35 درجة مئوية (95 درجة فهرنهايت). فيما تبقى درجات الحرارة معتدلة في ديسمبر ويناير: حوالي 24 درجة مئوية (75 درجة فهرنهايت). مثل غيرها من المناطق على ساحل مليبار، تتلقى هذه المدينة الأمطار الغزيرة خلال الرياح الموسمية الجنوبية الغربية. المتوسط السنوي لهطول الأمطار هو 3438 ملم، حوالي 68% منها وردت في يوليوز.

## النقل والمواصلات

### النقل الطرقي والسككي
تتوفر مدينة كانور على بنية تحتية وشبكة طرق جيدة تربطها بعدة مدن في الجنوب الهندي بما فيها مانغلور، بنغالور، ميسور، كوداجو، وكوتشي، كما أن المدينة تتصل بالسكك الحديدية مع مختلف المناطق المتواجدة في الهند.

### النقل الجوي
يقع مطار كانور الدولي على بعد 30 كلم من وسط مدينة كانور، وهو مطار جديد تم افتتاحه حديثاً في سنة 2018، ويقوم بربط كانور برحلات داخلية في الهند ورحلات دولية نحو دول في الشرق الأوسط. وتقوم الخطوط الجوية الهندية بتشغيل رحلات جوية داخلية لربط مدينة كانور بالعاصمة الهندية دلهي وتستغرق الرحلة الجوية حوالي 3 ساعات من الطيران.

## أعلام
- فينث
- دوارتي باربوسا